# OnAir (IT-Dienstleister)

Typischer Einbauort der Antennen

OnAir ist ein Schweizer IT-Dienstleister. Das Unternehmen hat seinen Sitz in Meyrin im Kanton Genf in der Schweiz und Vertriebsbüros in London, Kuala Lumpur und Dubai.
Die Gründung erfolgte im Dezember 2004 von verschiedenen Fluglinien, um ein lokales, unabhängiges Netzwerk für die Daten- und Sprachkommunikation zu betreiben.
OnAir nutzt für die Onboard-Dienste Satellitenverbindung über die Inmarsat-Satellitenflotte. Das neue Xpress-System soll im Jahre 2015 eingeführt werden. Neben den Satellitennetze nutzt OnAir auch direkte Luft-zu-Boden-Links. 
Die Technik soll Passagieren der Fluggesellschaften und Kreuzfahrtschiffen ermöglichen, ihre Mobiltelefone und Laptops für Anrufe, SMS, E-Mails und zum «surfen» im Internet zu nutzen. Bis Mai 2014 konnten OnAir-Dienstleistungen in über 60 Ländern genutzt werden. Rund 22 internationale Fluglinien auf fünf Kontinenten verwenden das OnAir-System. Das Unternehmen beschäftigt 4.200 Mitarbeiter und setzt rund 1,5 Mrd. USD um. 